# Paramuricea ramosa
Paramuricea ramosa is een zachte koraalsoort uit de familie Plexauridae. De koraalsoort komt uit het geslacht Paramuricea. Paramuricea ramosa werd in 1889 voor het eerst wetenschappelijk beschreven door Wright & Studer. 